# Gustav Levy
Gustav Levy (* 7. Oktober 1886 in Saarbrücken; † 24. März 1966 ebenda) war ein deutscher Jurist, Mitglied der Verfassungskommission für das Saarland und Mitglied des Saarländischen Landtages.

## Leben
Levy wurde als Sohn des aus Illingen stammenden Fabrikanten Heinrich Levy und dessen Ehefrau Julie geb. Simon in Saarbrücken geboren. Sein Studium der Rechtswissenschaft an den Universitäten in Berlin, München und Bonn schloss er im Oktober 1913 mit der großen Staatsprüfung ab. Noch im gleichen Jahr wurde er als Rechtsanwalt beim Amtsgericht Saarlouis zugelassen, 1922 desgleichen beim Amtsgericht und Landgericht Saarbrücken. Ebenfalls 1922 trat Levy in die Sozietät der Brüder Albert und Eugen August in Saarlouis ein, die sich insbesondere durch die Vertretung industrieller Großkunden (u. a. Neunkircher Eisenwerk, Völklinger Hütte, Brauereien Gebr. Becker und Bruch) einen Namen gemacht hatte und zu den führenden Kanzleien des Saargebiets zählte.
Aus der 1916 mit Helene Fleischhacker aus Düsseldorf geschlossenen Ehe gingen mit Kurt (* 1923) und Otto (1919–1947) zwei Söhne hervor.
Nach der Volksabstimmung vom 13. Januar 1935, welche einen Anschluss des Saargebiets an das Dritte Reich vorsah, flüchtete Levy mit seiner Familie Ende Februar 1936 nach Frankreich. Nach einem kurzen Aufenthalt in Straßburg verzog die Familie nach Neuilly-sur-Seine, wo Levy mit seinem Sohn nach Beginn des Westfeldzugs 1940 interniert wurde (zunächst im Lager Buffalo bei Paris und anschließend im Lager Bassans bei Bordeaux). Nach ihrer Entlassung zog die Familie nach Pau, bevor sie nach der Besetzung Vichy-Frankreichs durch deutsches Militär mit gefälschten Papieren in die Illegalität in Sainte-Feyre untertauchten. Levy führte den falschen Namen Georges Levacher. Nach der Befreiung Frankreichs kehrten sie nach Pau und schließlich nach Paris zurück. Im Oktober 1945 kehrte Levy in seinem Heimatstadt Saarbrücken zurück, wo er im Dezember erneut zum Rechtsanwalt zugelassen wurde.
Levy wurde 1947 von der französischen Militärregierung in die Verfassungskommission des Saarlandes berufen und rückte noch im gleichen Jahr für den Brauereibesitzer Gustav Bruch, der sein Mandat niedergelegt hatte, in den Saarländischen Landtag nach. Nach seinem Austritt aus der DPS gehörte er dem Landtag noch bis 1952 an. Levy setzte sich insbesondere für die Entschädigung und Wiedergutmachung der den Opfern des Nationalsozialismus zugefügten Schäden ein.
1955 wurde Levy zum Ersten Vizepräsident der Europa-Union Saar gewählt und stand der Christlich-Jüdischen Arbeitsgemeinschaft im Saarland (CJAS) als Präsident vor.

## Archivalische Quellen
- Saarländisches Landesarchiv, Landesentschädigungsamt (LEA) 6459 und 8244
- Saarländisches Landesarchiv, Justizministerium - Personalakten (MJ-PA) 318